# Marsilly (Mosella)
Marsilly è un comune francese di 500 abitanti situato nel dipartimento della Mosella nella regione del Grand Est.

## Società

### Evoluzione demografica
Abitanti censiti